# Melody Maker
Pour les articles homonymes, voir Melody.

Melody Maker est une ancienne revue musicale publiée hebdomadairement au Royaume-Uni de 1926 à 2000.

## Historique
Fondée en janvier 1926, la revue est initialement destinée aux musiciens, puis elle se tourne rapidement vers le jazz. Dans les années 1950, le rock 'n' roll y est peu abordé, elle se retrouve donc progressivement en seconde place derrière la revue New Musical Express (NME). Mais les années 1970 lui donnent l'occasion de se recentrer sur les musiques en vogue auprès des jeunes. Elle vend alors jusqu'à 250 000 exemplaires chaque semaine.
Les décennies suivantes, Melody Maker continue de présenter la scène rock et indie, au détriment de la dance et du rap, alors émergents. Les ventes baissent, et il est relancé en tant que magazine sur papier glacé. Il cesse sa parution en décembre 2000, après soixante-quatorze ans d'activité, fusionnant officiellement avec le NME (publié par la même compagnie), qui réintégre certains de ses journalistes.
Il n'en demeure pas moins que ce magazine musical a marqué son temps, se positionnant à la fois comme un miroir et comme une influence sur le rock et la pop britanniques.

## Groupes
Des groupes importants se sont constitués ou ont complété leur formation grâce aux petites annonces déposées dans le Melody Maker :
- Yes : Bill Bruford fait paraître une annonce en 1968, à la suite de laquelle Jon Anderson et Chris Squire forment la première mouture de Yes[1].
- Supertramp : Rick Davies, financé par le millionnaire néerlandais, Stanley August Miesegaes, forme le « groupe de ses rêves » en 1969[2].
- Genesis : le groupe à la recherche d'un batteur en 1970 recrute Phil Collins par une petite annonce[3]
- Deep Purple : le groupe y trouve un nouveau membre, David Coverdale, en 1973[4].
- Wang Chung : le groupe démarre en 1977, après que Jack Hues a rencontré Nick Feldman, y répondant à une annonce en 1977[5].
- Depeche Mode : le groupe y fait paraître une annonce en 1981 grâce à laquelle il trouve Alan Wilder[6].
- Marillion recrute son batteur actuel Ian Mosley en 1984 via le magazine, et passe une petite-annonce en 1988 à la suite du départ de son leadeur charismatique Fish pour trouver rapidement un nouveau chanteur.  E.M.I., le label de Marillion à l'époque, fut alors submergé de K.7. de prétendants. C'est finalement par un autre biais que Steve Hogarth rejoint le groupe en 1989.
- Erasure : son chanteur Andy Bell est recruté en 1985 à la suite de l'annonce publiée dans le Melody Maker par le compositeur Vince Clarke[7].
- Suede : le groupe recrute le guitariste Bernard Butler en 1989[8].
- The Animals : Noel Redding, le bassiste de The Jimi Hendrix Experience, auditionne pour The Animals après avoir répondu à une annonce du magazine.  Finalement, le bassiste des The Animals, Chas Chandler, le présente à Jimi Hendrix.[réf. nécessaire]
- The Stranglers : Jet Black  rencontre Hugh Cornwell (alors dans le groupe Johnny Sox) après avoir lu son annonce dans le Melody Maker. Cornwell se joint aux The Stranglers en 1974.

## Anecdote
En mai 1993, la revue critique la production musicale des Français Darlin', le groupe formé par Thomas Bangalter et Guy-Manuel de Homem-Christo, en la qualifiant de « daft punky trash », formule qu'on pourrait traduire par « punk » débile » ou « punk timbré ». Le groupe adopte en 1994 le nom Daft Punk, sous lequel il est aujourd'hui mondialement connu.